# Apamea unicolora
Apamea unicolora là một loài bướm đêm trong họ Noctuidae.